# Carthago delenda est

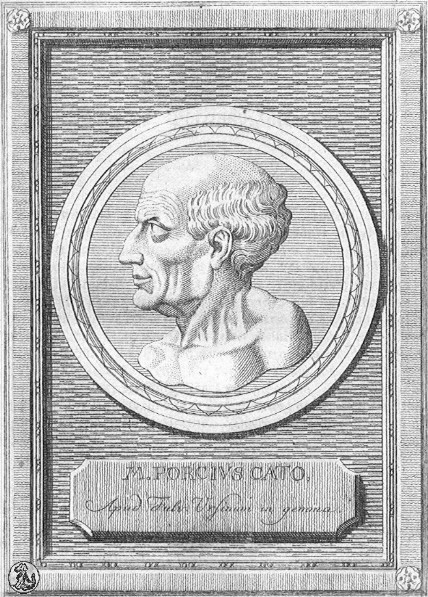
Cato cel Bătrân (234-149 î.Hr.), cel mai persistent avocat din Senat pentru distrugerea totală a Cartaginei și cel mai renumit asociat cu utilizarea repetată, în sau din contextul propriu, a expresiei Delenda est Carthago

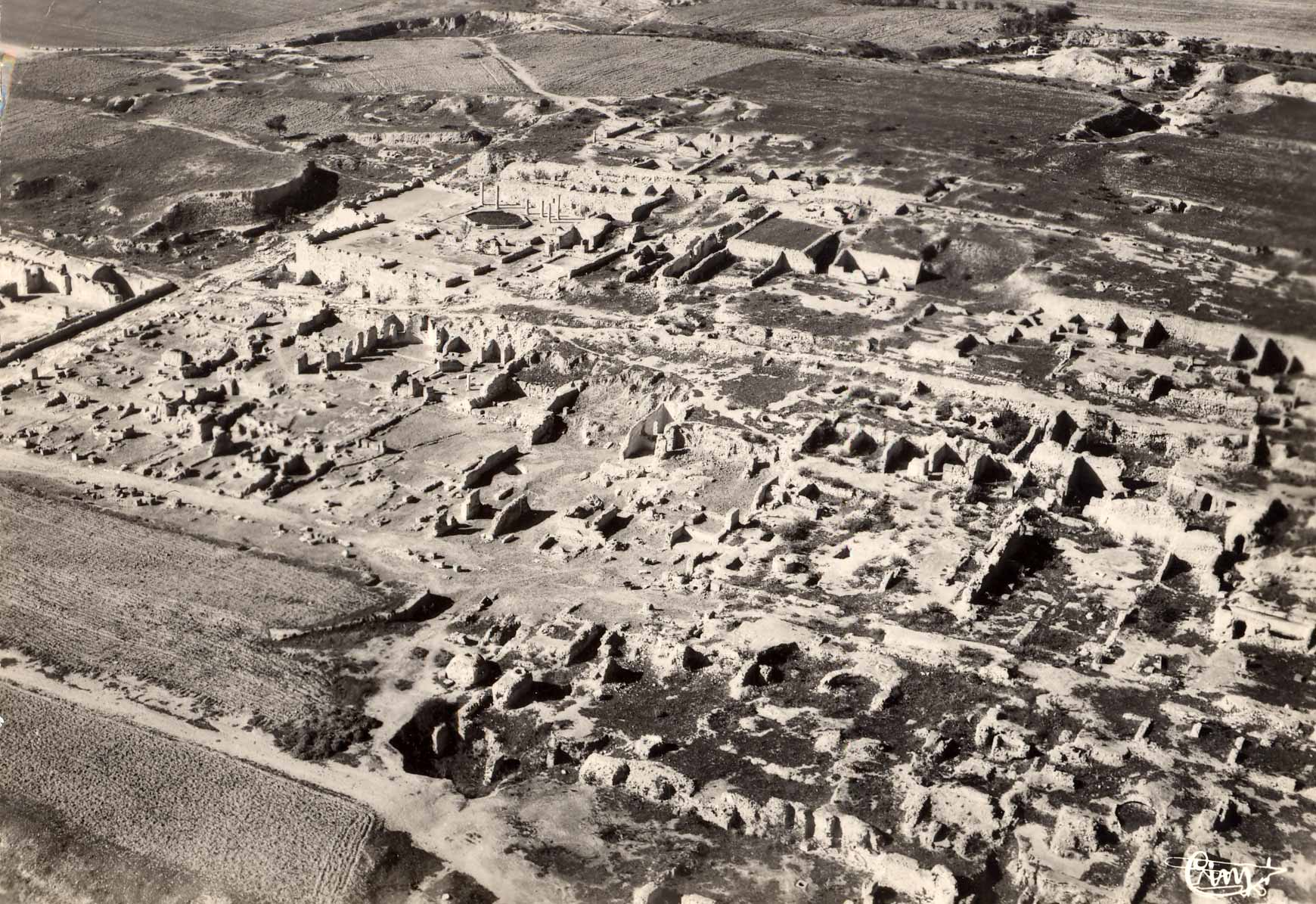
Ruinele din Cartagina

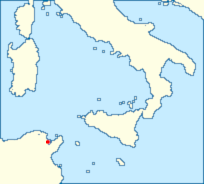
Amplasarea Cartaginei în Africa de Nord

„Ceterum censeo Carthaginem esse delendam” sau „Ceterum autem censeo Carthaginem esse delendam” (în română: „În plus, consider că trebuie să fie distrusă Cartagina”), adesea abreviat la „'Ceterum censeo'”, „Carthago delenda est” (în română: „Cartagina trebuie să fie distrusă”), este o expresie oratorică latină. Termenul provine din Republica Romană în secolul al II-lea î.Hr., înainte de cel de-Al Treilea Război Punic dintre Roma și Cartagina. Expresia a fost o chemare la arme a partidului care pleda pentru distrugerea vechii rivale a Romei, Cartagina, despre care se credea că își reconstruiește capacitatea de a lupta în continuare. Cato cel Bătrân folosea această expresie ca o concluzie la toate discursurile sale.